# 사이디 양코
사이디 양코(독일어: Saidy Janko, 영어: Saidy Janko 사이디 얀코[*], 1995년 10월 22일 ~ )는 스위스의 축구 클럽인 영 보이스에서 라이트백으로 뛰고 있는 감비아의 프로 축구 선수이다. 스위스에서 태어난 그는 스위스 U-21 국가대표팀에서 축구를 하다가 나중에 감비아 국가대표팀으로 전향했다.
양코는 2013년 맨체스터 유나이티드와 계약하기 전 취리히에서 선수 생활을 시작했다. 볼턴 원더러스에서 임대 기간을 보낸 후, 양코는 2015년 스코틀랜드 클럽 셀틱으로 이적했다. 그는 2017년 7월 생테티엔으로 영구 이적하기 전 반즐리로 임대되었다.

## 구단 경력

### 맨체스터 유나이티드
양코는 취리히에서 선수 생활을 시작했다. 그는 2013년 여름 이적 마감일에 맨체스터 유나이티드에 합류했다. 그는 2013년 여름 이적 기간 동안 데이비드 모이스에 의해 이루어진 단 세 번의 계약 중 하나였다. 그의 첫 시즌에, 그는 올해의 예비 선수로 선정되었다. 2014년 8월 26일, 그는 밀턴킨스 던스와의 리그 컵 경기에서 1군 데뷔 전을 치렀고, 유나이티드가 4-0으로 패배하면서 동료 데뷔 선수인 안드레아스 페레이라와 교체되기 전 전반전을 치렀다.
이적 마감일인 2015년 2월 2일, 양코는 챔피언십 클럽 볼턴 원더러스에 남은 시즌 동안 임대로 합류했고, 앤디 켈렛은 같은 기간 동안 반대 방향으로 나아갔다. 그는 2월 10일, 터프시트 커뮤니티 스타디움에서 열린 풀럼과의 리그 경기에서 3-1로 이긴 것을 시작으로 클럽 데뷔 전을 치렀다. 그는 하프타임 전에 에이뒤르 그뷔드욘센의 동점골을 돕기 위해 크로스를 올렸고, 80분에 25야드 밖에서 스스로 골을 넣었다.

### 셀틱
2015년 7월 1일, 셀틱은 양코와 4년 계약을 맺었다고 발표했다. 그는 9일 후, 세인트 미렌 파크에서 열린 레알 소시에다드와의 프리 시즌 친선 경기에서 75분만에 게리 맥케이스티븐과 교체 투입되어 데뷔 전을 치렀다. 양코는 8월 1일, 스코티시 프리미어십 시즌 첫 리그 경기에서 셀틱이 로스 카운티를 상대로 2-0으로 이긴 경기에서 후반 교체 투입되어 데뷔 전을 치렀다.
2016년 8월 31일, 양코는 챔피언십 클럽 반즐리에 1년 임대 계약으로 합류했다. 그는 9월 13일 울버햄프턴 원더러스와의 원정 경기에서 데뷔골을 넣었다.

### 생테티엔
2017년 7월 7일, 양코는 셀틱을 떠나 프랑스 리그 1 클럽 생테티엔으로 이적하며 4년 계약을 체결했다.

### 포르투
양코는 2018년 6월 17일에 5년 계약으로 포르투갈 클럽 FC 포르투로 이적했다. 그는 그해 8월 31일에 EFL 챔피언십에 복귀하여 2018-19년 시즌 동안 임대로 노팅엄 포리스트에 합류했다.
2019년 7월 1일, 양코는 스위스 슈퍼리그 시즌을 위해 영 보이스로 임대되어 자신의 경력에서 처음으로 고국에서 축구에 입문했다.

### 레알 바야돌리드
2020년 10월 1일, 레알 바야돌리드는 비공개 이적료에 양코와 4년 계약을 체결했다. 그는 24일 후 데포르티보 알라베스와의 안방 경기에서 라리가 데뷔 전을 치렀다.
2022년 6월 27일, VfL 보훔은 양코의 시즌 임대 계약을 발표했고, 계약 종료 후 매수 옵션이 제공되었다.

### 영 보이스
2023년 6월 30일, 레알 바야돌리드는 양코가 이전에 포르투 선수 시절 임대로 뛰었던 스위스의 영 보이스에 영구적으로 입단했다고 발표했다.

## 국가대표팀 경력
양코는 취리히에서 감비아인 아버지와 이탈리아인 어머니 사이에서 태어났다. 그는 2021년 감비아 국가대표로 선택하기 전까지 2012년부터 2015년까지 스위스 청소년 국가대표였다. 그는 2021년 10월 9일 시에라리온과의 친선 경기에서 감비아 국가대표팀으로 합류해 데뷔했다.
그는 그의 국가대표팀의 첫 번째 대륙 토너먼트인 2021년 아프리카 네이션스컵에서 뛰었고, 그들은 8강에 올랐다.

## 사생활
그는 동료 프로 축구 선수 레니 양코의 친형이다.